# Hydriomena vidua
Hydriomena vidua là một loài bướm đêm trong họ Geometridae.